# Butoiu
Butoiu – wieś w Rumunii, w okręgu Jałomica, w gminie Sfântu Gheorghe. W 2011 roku liczyła 752 mieszkańców.